# پوزیشن ۶۹

پوزیشن ۶۹ (به انگلیسی: 69 position) نام یکی از روش‌های آمیزش جنسی است که طی آن، دو نفر هم‌زمان به تحریک دهانی ناحیه تناسلی یکدیگر می‌پردازند. این وضعیت به‌گونه‌ای است که بدن دو نفر به شکلِ عددِ ۶۹ انگلیسی در کنار هم قرار می‌گیرند، به طوری که سر یکی در نزدیکی ناحیه تناسلی دیگری و بالعکس قرار دارد. این وضعیت به دلیل نزدیکی و امکان تحریک متقابل، برای بسیاری از زوج‌ها جذاب است.
این نامگذاری به‌واسطهٔ شباهت بصری بدن‌ها به عدد ۶۹ است و به همین دلیل در بین مردم رایج شده است. حالت بدن دو شخص آمیزش‌کننده به اعداد «۶» و «۹» در عددنویسی، اصطلاحاً «۶۹» نام‌گذاری شده است. دو فردی که به این روش سکس می‌کنند، می‌توانند (زن یا مرد) باشند.

## تاریخچه
در زبان انگلیسی تحریک جنسی دوطرفه و همزمان، به معادل فرانسوی «عدد ۶۹» اشاره دارد. قدیمی‌ترین مورد اشاره به اصطلاح ۶۹، به زمان انتشار پرسش‌نامه‌های فاحشه در دههٔ ۱۷۹۰ میلادی بازمی‌گردد که معمولاً به یکی از اولین رهبران انقلاب فرانسه، تروژین د مریکورت نسبت داده می‌شود. : 289  اولین نمایش صریح و بدون پرده از روش ۶۹ بر روی یک چراغ نفتی در موزه مونیخ بازمی‌گردد.
در کاما سوترا، قدیمی‌ترین کتاب مصور هندی به زبان سانسکریت نیز اگرچه با نامی متفاوت اما به این روش آمیزش جنسی اشاره کرده است. «زمانی که یک مرد و یک زن به‌صورتی وارونه دراز کشیده‌اند، یعنی سر یکی به سمت پاهای دیگری باشد و مشغول انجام رابطهٔ دهانی باشند، به آن جمع لذت گفته می‌شود».

## روش
روش ۶۹ می‌تواند به‌صورت‌های متنوعی انجام شود که مقعدلیسی دوطرفه، انگشت کردن واژنی یا مقعدی می‌تواند از جملهٔ آنها باشد. در این روش آمیزش، شریک‌های جنسی به‌صورت همزمان از لحاظ جنسی تحریک می‌شوند. برای افرادی که از لحاظ قد در محدودهٔ مشابهی قرار ندارند، انجام این روش می‌تواند دشوار یا کاهش کارآمدی آن شود.

## واژه‌نامه
1. ↑  Soixante-neuf
2. ↑  Whore's Catechisms
3. ↑  Theroigne de Mericourt
4. ↑  Congress of a crow